# Populus afghanica
Populus afghanica là một loài thực vật có hoa trong họ Liễu. Loài này được (Aitch. & Hemsl.) C.K. Schneid. miêu tả khoa học đầu tiên năm 1916.